# Шаландри
Шаландри́ (фр. Chalandry) — коммуна во Франции, находится в регионе Пикардия. Департамент коммуны — Эна. Входит в состав кантона Марль. Округ коммуны — Лан.
Код INSEE коммуны — 02156.

## Население
Население коммуны на 2010 год составляло 217 человек.
| 1962 | 1968 | 1975 | 1982 | 1990 | 1999 | 2010 |
| ---- | ---- | ---- | ---- | ---- | ---- | ---- |
| 248  | 240  | 233  | 230  | 225  | 222  | 217  |

## Экономика
В 2010 году среди 142 человек трудоспособного возраста (15—64 лет) 107 были экономически активными, 35 — неактивными (показатель активности — 75,4 %, в 1999 году было 70,6 %). Из 107 активных жителей работали 95 человек (52 мужчины и 43 женщины), безработных было 12 (5 мужчин и 7 женщин). Среди 35 неактивных 7 человек были учениками или студентами, 13 — пенсионерами, 15 были неактивными по другим причинам.